# Pia Vogel
Pia Vogel (Sursee, 8 de enero de 1969) es una deportista suiza que compitió en remo.
Ganó cuatro medallas en el Campeonato Mundial de Remo entre los años 1994 y 2001. Participó en los Juegos Olímpicos de Sídney 2000, ocupando el quinto lugar en la prueba de doble scull ligero.

## Palmarés internacional
| Campeonato Mundial | Campeonato Mundial            | Campeonato Mundial | Campeonato Mundial      |
| Año                | Lugar                         | Medalla            | Prueba                  |
| ------------------ | ----------------------------- | ------------------ | ----------------------- |
| 1994               | Indianápolis (Estados Unidos) | Medalla de bronce  | Scull individual ligero |
| 1998               | Colonia (Alemania)            | Medalla de oro     | Scull individual ligero |
| 1999               | St. Catharines (Canadá)       | Medalla de oro     | Scull individual ligero |
| 2001               | Lucerna (Suiza)               | Medalla de bronce  | Scull individual ligero |